# إداوزال (لمنيزلة)
إداوزال هي إحدى مشيخات المملكة المغربية، تتبع جغرافيا لإقليم تارودانت وإداريًا للمنيزلة. يقدر عدد سكانها بـ 4983 نسمة حسب الإحصاء الرسمي للسكان والسكنى لسنة 2004.